# ماديسون طومسون
ماديسون طومسون (بالإنجليزية: Madison Thompson)‏، من مواليد 13 أغسطس 2000 في أتلانتا، جورجيا، هي ممثلة أمريكية. اشتهرت بدورها الرئيسي في غريس: صعود السيدات الوردية.
تدرس طومسون حاليًا في جامعة كاليفورنيا الجنوبية حيث تعمل برنامج العلماء الرئاسيين وتسعى للحصول على درجة علمية في الفنون السينمائية. وهي تدرس أيضًا للحصول على قاصر في المسرح الموسيقي في مدرسة ثورنتون للموسيقى التابعة لجامعة جنوب كاليفورنيا.

## روابط خارجية
- ماديسون طومسون على موقع IMDb (الإنجليزية)
- ماديسون طومسون على موقع ميتاكريتيك (الإنجليزية)
- ماديسون طومسون على موقع روتن توميتوز (الإنجليزية)
- ماديسون طومسون على موقع قاعدة بيانات الأفلام العربية
- ماديسون طومسون على موقع ألو سيني (الفرنسية)
- ماديسون طومسون على موقع ميوزك برينز (الإنجليزية)
- ماديسون طومسون على موقع أول موفي (الإنجليزية)
- ماديسون طومسون على موقع أول ميوزيك (الإنجليزية)
- ماديسون طومسون على موقع قاعدة بيانات الفيلم (الإنجليزية)
- ماديسون طومسون على موقع كينوبويسك (الروسية)